# Sundarijal
Sundarijal è un villaggio ed ex comitato per lo sviluppo dei villaggi che ora fa parte del comune di Gokarneshwar, situato nel distretto di Katmandu nella parte centrale del Nepal.

## Storia
Il nome Sundarijal deriva dal termine "sundari" che significa bello e "jal" che significa acqua. Il fiume Bagmati è originario di questa regione ed è stata la principale fonte di approvvigionamento idrico della valle di Katmandu fin dalla dinastia Rana. Si può trovare anche un tempio omonimo dedicato alla dea indù Sundarimai.
Nel 1934, grazie ad una sovvenzione del governo britannico, è stata messa in funziona la centrale idroelettrica di Sundarijal, con una capacità installata di 640 kW e una produzione annua di 4,77 GWh. All'epoca era il secondo progetto più vecchio di energia idroelettrica del Nepal.
Nel 1960, i leader del Congresso Nepalese, Bishweshwar Prasad Koirala (allora primo ministro), Ganesh Man Singh, Krishna Prasad Bhattarai, Diwan Singh Rai, Ram Narayan Mishra, Yogendra Man Sherchan e Jaman Singh Gurung furono portati al campo di detenzione militare di Sundarijal. Vennero tenuti prigionieri senza processo per otto anni a causa della loro partecipazione a un colpo di Stato del 1960.

## Geografia e clima

### Posizione geografica

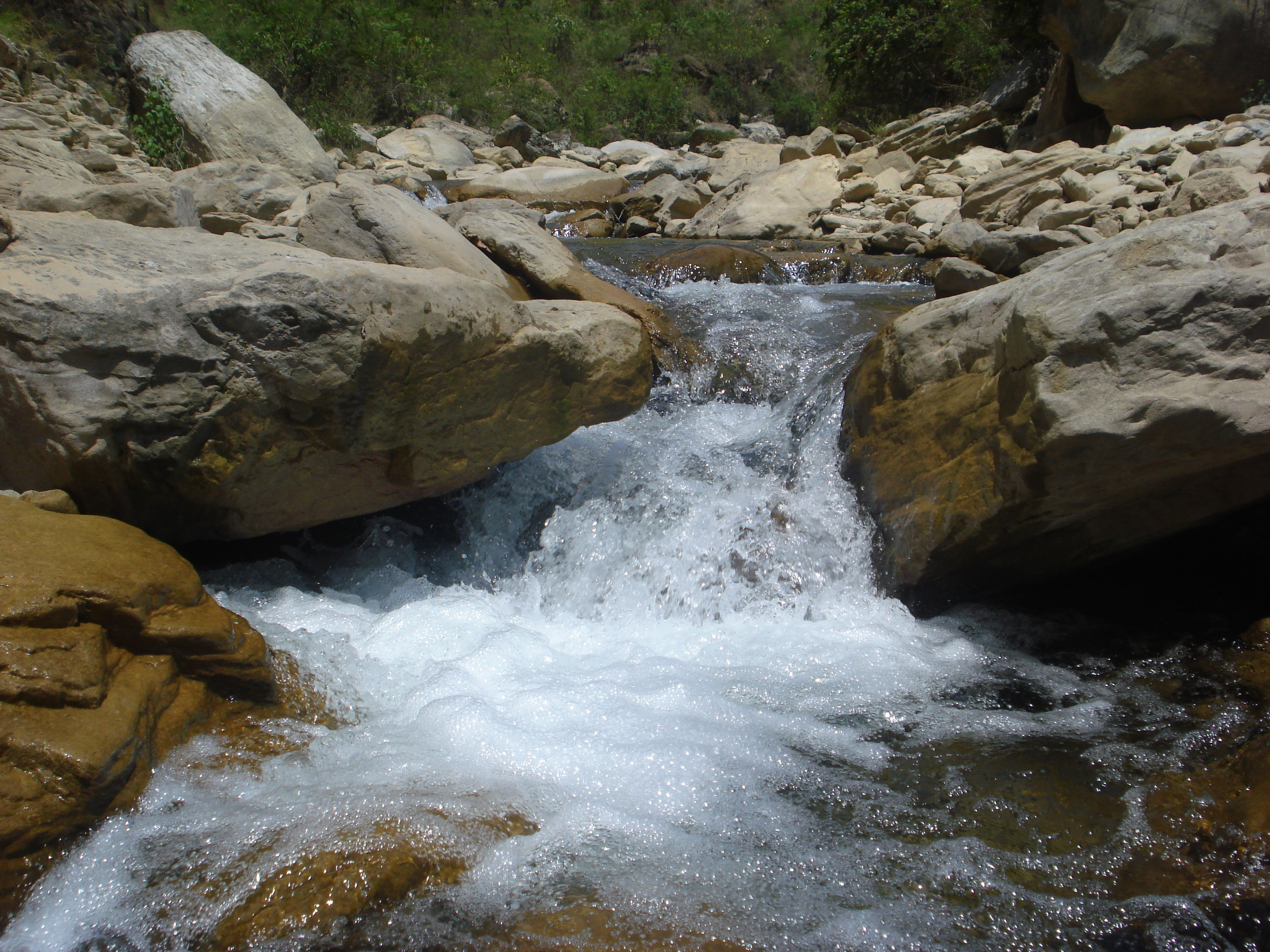
Vista del fiume Bagmati da Sundarijal

Il villaggio si trova a 15 km a nord-est della capitale del Nepal, Katmandu. Si trova a ovest di Gagalphedi, ad est di Nayapati e Baluwa, e a nord di Aalapot. La parte settentrionale di Sundarijal è composto da foreste che si trovano all’interno del parco nazionale di Shivapuri Nagarjun. Alla fine del parco nazionale di Shivapuri Nagarjun, il villaggio tocca i distretti di Nuwakot e Sindhulpalchok.
Sundarijal copre una superficie di 5,18 km². Attraverso il villaggio scorre Il fiume Bagmati, dove gli affluenti Shyalmati e Nagmati confluiscono con esso. Il tempio di Sundarimai si trova alla confluenza di Nagmati e Bagmati. Allo stesso modo il tempio di Lord Shiva si trova alla confluenza di Shyalmati e Bagmati.

### Clima
Il clima è temperato. La temperatura media in estate è di 25,5 °C e di 0 °C in inverno.

## Società

### Evoluzione demografica
Al momento del censimento del Nepal 2011, Sundarijal aveva una popolazione di 2 552 persone che vivevano in 547 famiglie. Per il censimento del 2001, il villaggio aveva una popolazione di 2 586 persone suddivise in 444 famiglie individuali. Il 60% dei cittadini è di religione buddista mentre il 40% è di religione indù.
Di seguito sono riportate le popolazioni e le famiglie dei nove distretti del Sundarijal:
| Distretto | Famiglie | Maschi | Femmine | Totale |
| --------- | -------- | ------ | ------- | ------ |
| 1         | 30       | 86     | 88      | 174    |
| 2         | 104      | 278    | 295     | 573    |
| 3         | 51       | 117    | 118     | 235    |
| 4         | 54       | 113    | 136     | 249    |
| 5         | 37       | 149    | 105     | 254    |
| 6         | 32       | 89     | 86      | 175    |
| 7         | 35       | 95     | 105     | 200    |
| 8         | 35       | 175    | 132     | 307    |
| 9         | 66       | 209    | 210     | 419    |
|           | 444      | 1 311  | 1 275   | 2 586  |

## Economia

### Agricoltura

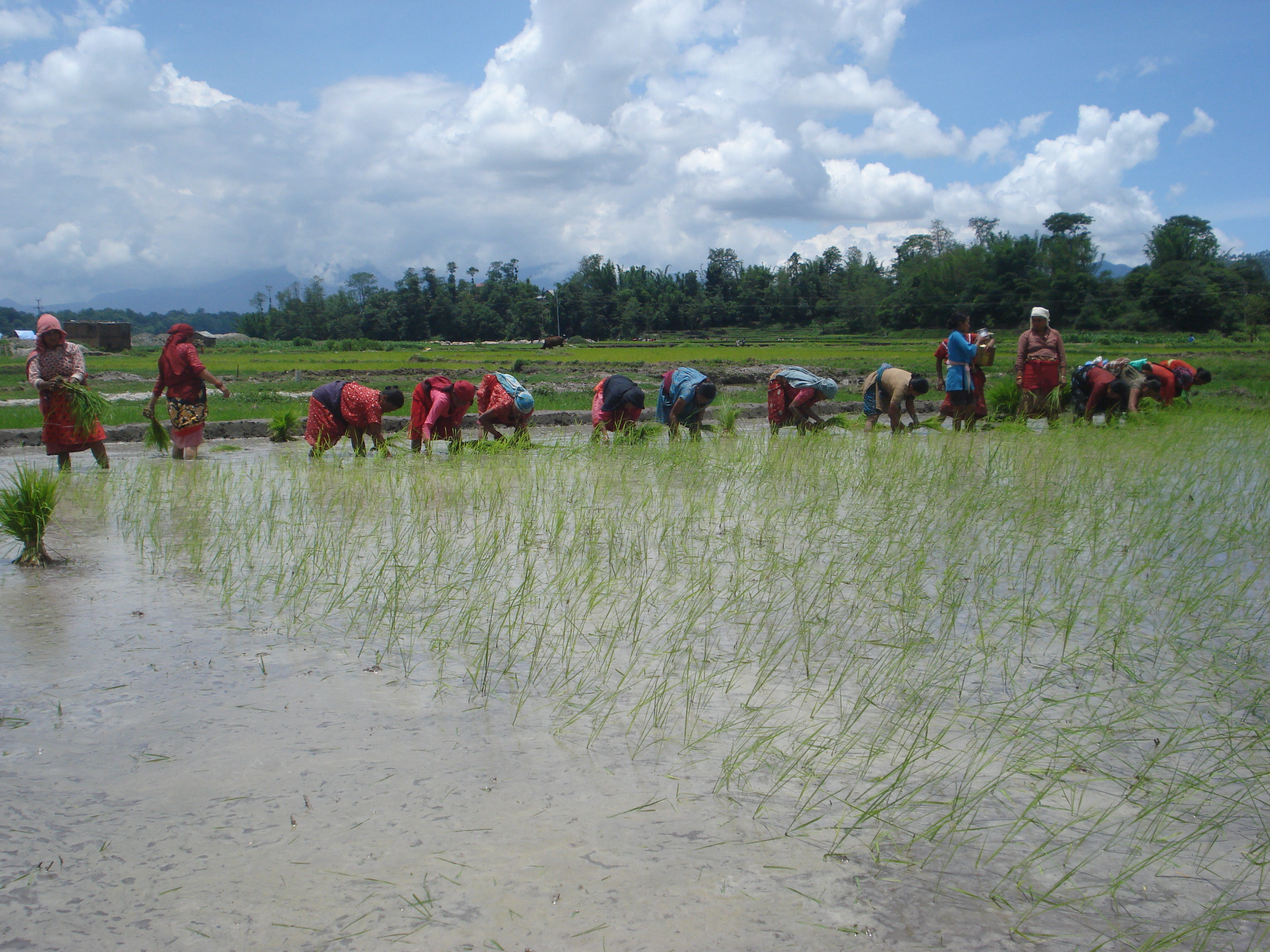
Coltivazione del riso a Sundarijal

L'agricoltura nel comitato per lo sviluppo dei villaggi è presente solo nell'ottavo distretto. Qui gli agricoltori utilizzano solo tecniche tradizionali senza tecnologie moderne. Nella parte settentrionale del distretto, le colture predominanti sono il miglio e il mais, ma anche orzo e alcuni ortaggi. Nella zona meridionale si coltivano grano, orzo, mais, patate, ortaggi e miglio.

### Turismo

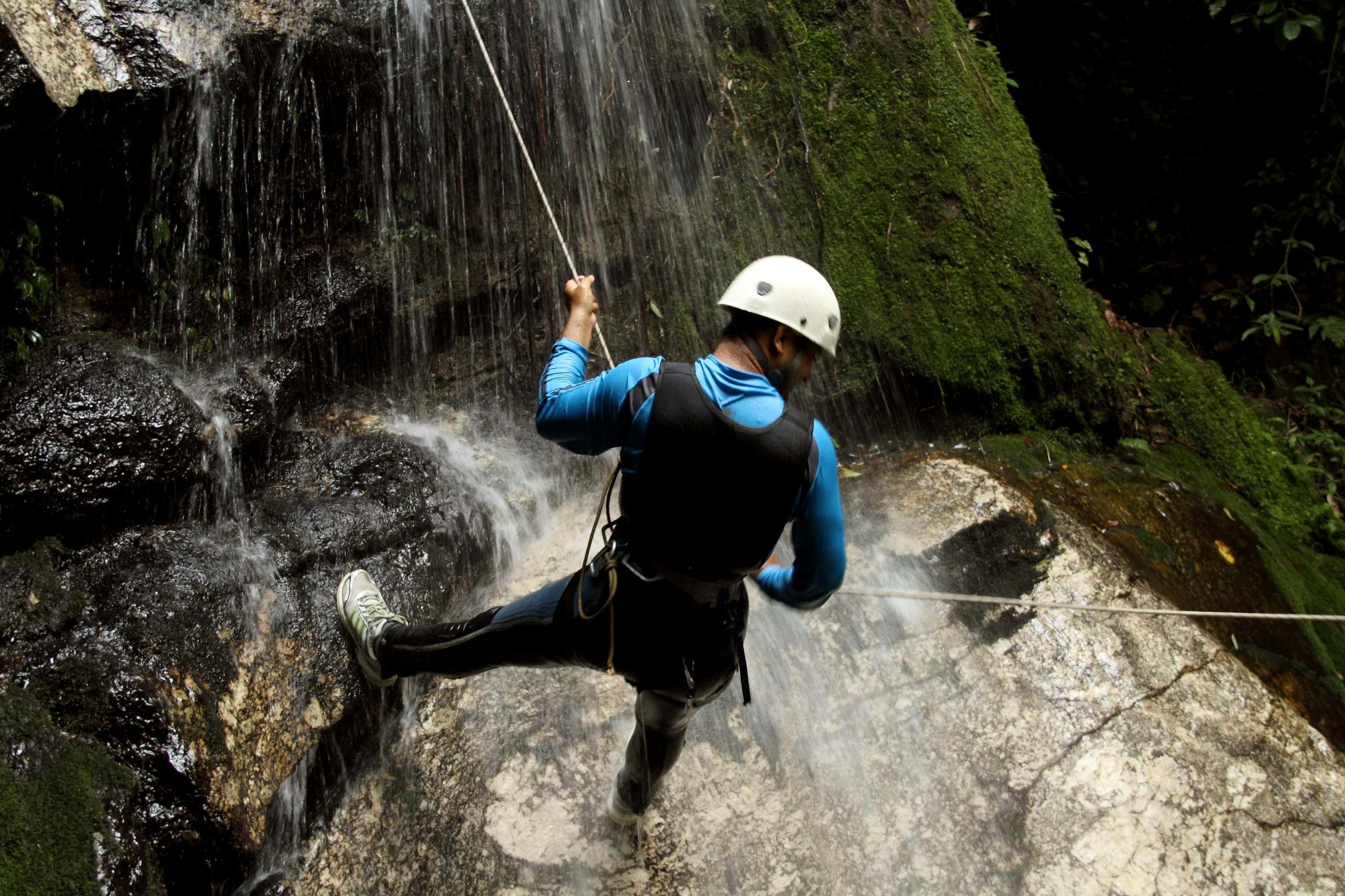
Torrentismo a Sundarijal

Il turismo è una fiorente industria a Sundarijal, che è anche una destinazione per il torrentismo.
I turisti vengono al villaggio ogni fine settimana, attratti dall'ambiente naturale della zona, dalle cascate e dai fiumi. Molti provengono dalla valle di Katmandu per la sua vicinanza, che si trova a circa un'ora di macchina. L’aumento del turismo ha però portato ad un incremento dell’inquinamento dei bacini idrografici della zona.
Inoltre, il villaggio è un punto di partenza per gli escursionisti lungo la catena del Langtang. Diversi percorsi escursionistici hanno come partenza Sundarijal, tra cui il trekking da Sundarijal a Chisapani, lungo quasi 22 km.

## Cultura
I principali siti religiosi di Sundarijal sono i templi di Sundarimai Mandir, Ganesh Mandir e Krishna Mandir. A luglio, la festa di Dasahara viene celebrata alla confluenza di Shyalmati e Bagmati.
La maggior parte dei residenti sono della comunità di Tamang, Newa e Chhetri. Diverse sono le caste che risiedono a Sundarijal; tra le principali ci sono Tamang, Shrestha, Manandhar, Simkhada, Ghimire, Khadka, Tiwari.
La comunità Newa celebra ogni anno Jatra durante lo yomari punhi. La gente celebre Jatra anche durante il Janmashtami.

### Istruzione
Circa il 90% dei cittadini è in grado di leggere o scrivere, anche se meno di quel numero è pienamente alfabetizzato. Chi ha meno di 25 anni ha più probabilità di essere alfabetizzato di chi ha più di 40 anni. Le lezioni di alfabetizzazione per gli adulti più anziani sono state tenute in passato anche se, a causa della scarsa frequenza, non lo sono più.
Ci sono quattro scuole a Sundarijal, la cui frequenza è indicata di seguito:
| # | Maschi | Femmine | Totale |
| - | ------ | ------- | ------ |
| 1 | 214    | 200     | 414    |
| 2 | 57     | 44      | 101    |
| 3 | 90     | 67      | 157    |
| 4 | 70     | 57      | 127    |
|   | 431    | 368     | 799    |

## Infrastrutture e trasporti
Una centrale idroelettrica da 640 kW vicino al parco autobus fornisce elettricità a Sundarijal. Nel villaggio si trovano una posta e una stazione di polizia.
Nel villaggio è presente anche il museo B. P. Il museo è uno dei luoghi storici del Nepal allo stato attuale, ma ci è voluto molto tempo prima che venisse istituito come museo. Ha una sua trasformazione storica. Prima era un quartiere generale dell'esercito e poi è stato trasformato in Rajbandigriha, dove venivano tenuti i prigionieri, poi di nuovo in Gaida Gasti che è stato trasformato di nuovo in campo militare di Sundarijal e infine, dopo la detenzione di leader come Bishweshwar Prasad Koirala è divenuto pubblico ed è stato istituito come museo B. P.
Nel villaggio è stato avviato un progetto da 464 milioni di dollari per l'acqua potabile, che verrà portata da Melamchi, la tratterà e la distribuirà. Da Sundarijal alla città nella valle di Katmandu verrà posato un gasdotto di 58 km di lunghezza. Nel 2020 inizierà a pompare 170 milioni di litri d'acqua al giorno.
Il centro nazionale di addestramento scout si trova all'interno del parco nazionale di Shivapuri Nagarjun. Il centro racconta di più di 100 anni di storia da quando il regime dei primi ministri di Rana, Juddha Sumser, Dev Sumser e Bir Sumser, quindi non sono state introdotte strutture e servizi moderni, tuttavia il centro nazionale di formazione offre ai visitatori spazi confortevoli per circa 100 persone alla volta.
Nel villaggio viene stoccato una parte dell'arsenale dell'esercito nepalese.

## Biodiversità

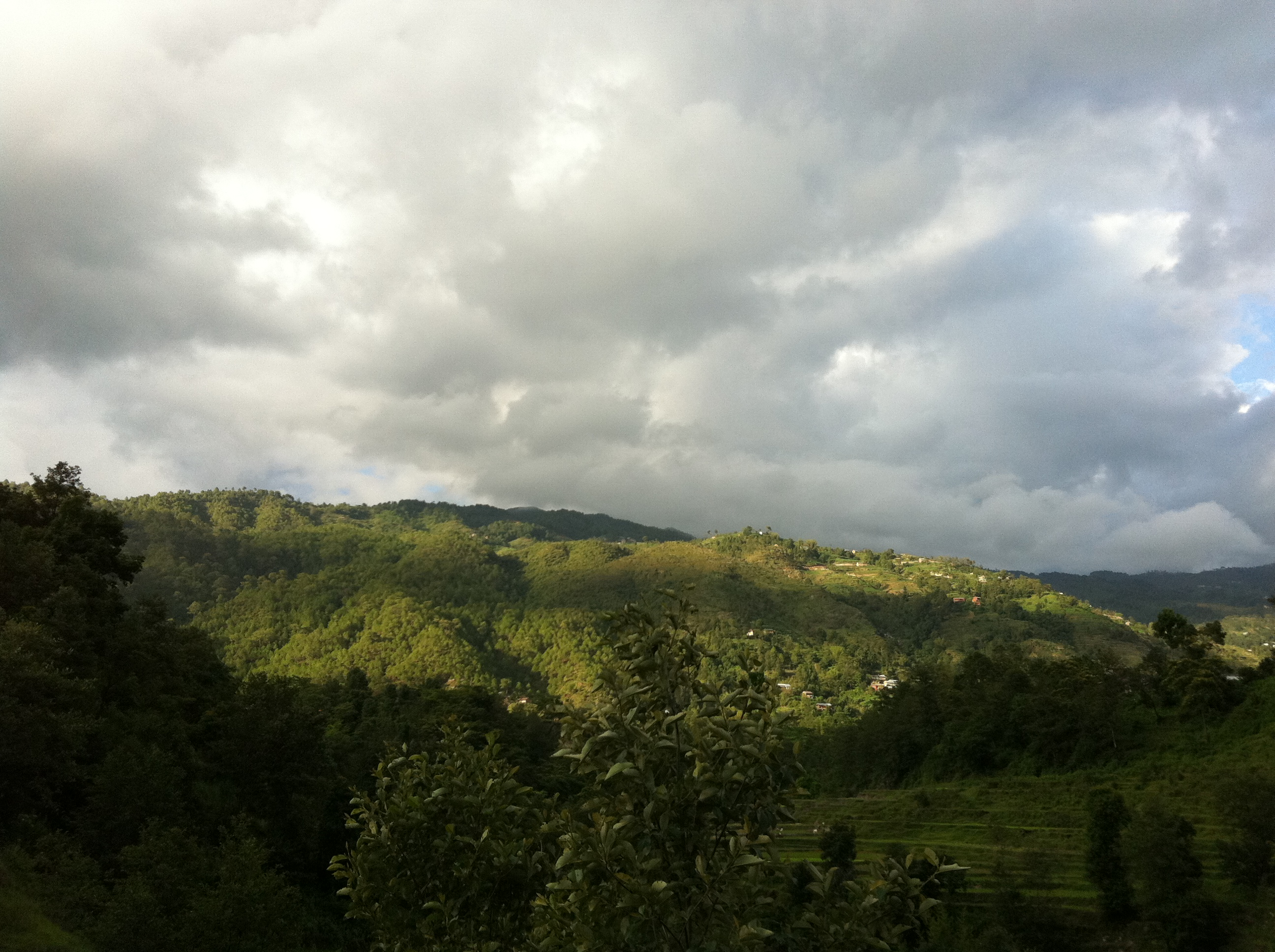
Vista del parco nazionale di Shivapuri Nagarjun da Sundarijal

La vegetazione di Sundarijal è composta per lo più da pini, querce, rododendri e altri tipi di foreste. La fauna selvatica registrata nella zona comprende l'orso nero dell'Himalaya, il leopardo, il gatto della giungla e il macaco rhesus. L'area circostante a Sundarijal è l'habitat di 177 specie di uccelli, che comprende almeno nove specie minacciate, 102 specie di farfalle con diverse specie in via di estinzione e 129 specie di funghi.